# 北蔚州
北蔚州，南北朝时北齐、北周设立的州。
魏孝庄帝永安年间以怀荒、御夷二镇置蔚州，后侨治今山西省平遥县西北。北齐在灵丘县恢复蔚州的建制，因为与平遥县的蔚州区别，称之为北蔚州。下辖灵丘郡，灵丘郡下辖灵丘县、莎泉县。北周灭北齐后，废除侨治的蔚州，北蔚州改称蔚州，灵丘县在隋朝改属代州。